# Wilhelm Lang (Politiker)

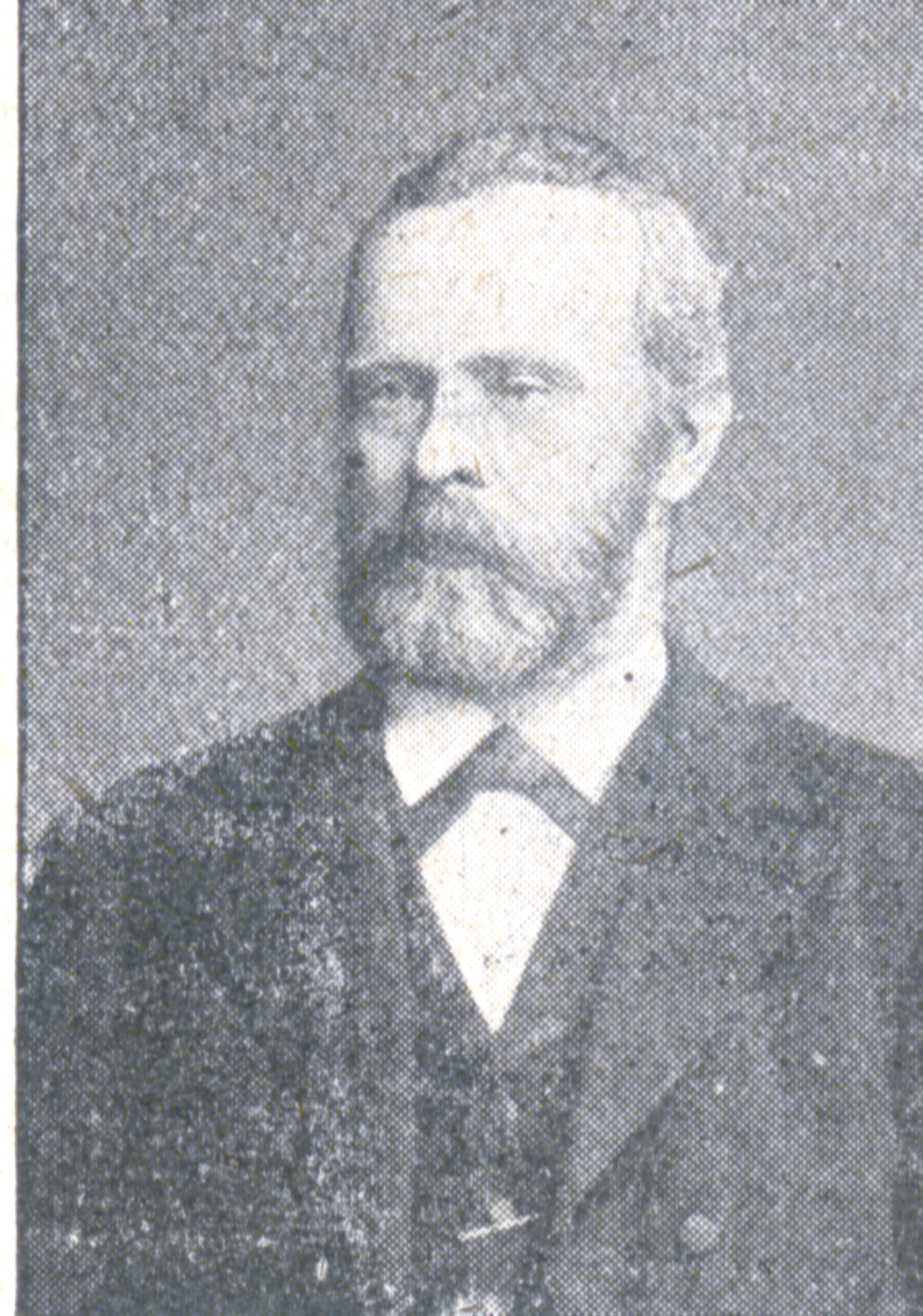
Wilhelm Lang, um 1895

Wilhelm Lang (* 6. November 1839 in Aalen; † 23. November 1915 in Jagstfeld) war ein Politiker der Württembergischen Volkspartei.

## Leben und Politik
Wilhelm Lang betätigte sich im Holzhandel. Er war Mitglied der Volkspartei und saß im Gemeinderat in Jagstfeld. Von 1882 bis 1889 und von 1895 bis 1900 war er jeweils Abgeordneter der Wahlberechtigten des Oberamts Neckarsulm für die Zweite Kammer der Landstände des Königreichs Württemberg. 

## Familiärer Hintergrund
Wilhelm Lang war evangelisch und verheiratet. 